# 高橋正男
高橋 正男（たかはし まさお、1933年（昭和8年） - ）は、日本の中東史学者、獨協大学名誉教授。専攻はイェルサレム史。

## 来歴
福島県会津若松市生まれ。1958年（昭和33年）に、中央大学経済学部を卒業した。1964年（昭和39年）から1965年（昭和40年）にかけて、イェルサレム・ヘブライ大学に留学（イスラエル政府給費生）。
1966年（昭和41年）、中央大学大学院文学研究科博士課程満期退学、獨協大学教養部専任講師。のち助教授を経て、外国語学部教授。2004年（平成16年）に、定年を迎えて、名誉教授となった。1976年（昭和51年）から1988年（昭和63年）に期間内に、社団法人日本オリエント学会の理事となる。

## 著書
- 聖書の原型99の謎 古代イスラエルとオリエント文明 産報, 1977.1. サンポウ・ブックス
- 預言者の世界 旧約聖書を読む 東京新聞出版局, 1981.1. オリエント選書
- 続預言者の世界 旧約聖書を読む 東京新聞出版局 1985.12. オリエント選書
- 旧約聖書の世界 アブラハムから死海文書まで 時事通信社, 1990.7.
- 年表古代オリエント史 時事通信社, 1993.4.
- 世界の都市の物語 14 イェルサレム　文藝春秋, 1996.2.
- 死海文書 甦る古代ユダヤ教 1998.1. 講談社選書メチエ
- 図説聖地イェルサレム 石黒健治写真. 河出書房新社, 2003.1. ふくろうの本
- 物語イスラエルの歴史 アブラハムから中東戦争まで 2008.1. 中公新書

## 共編著
- 西洋経済史要説 林達共編著. 学文社, 1990.3.

## 翻訳
- ウガリト文学と古代世界 C.H.ゴールドン 日本基督教団出版局, 1976.
- 歴史地図と写真で実証する聖書の世界 ハリー・トーマス・フランク 秀村欣二共訳 東京書籍 1983.11.
- 図説イェルサレムの歴史 ダン・バハト 東京書籍 1993.4.

## 参考
- 物語 イスラエルの歴史―アブラハムから中東戦争へ